# Cherprang Areekul
Cherprang Areekul (thaï : เฌอปราง อารีย์กุล) est une idole thaïlandaise, membre du groupe féminin BNK48, un groupe thaïlandais produit sur le même modèle que le groupe japonais AKB48, et produit par le même producteur. Faisant partie des membres de la première génération du groupe, elle est également le premier capitaine du groupe, toujours en poste en 2020.
Elle était connue comme cosplayeuse avant de rejoindre BNK48 en 2017. En 2018, elle a commencé sa carrière d'actrice avec un rôle principal dans Homestay, un film de GDH 559 sorti en octobre de la même année.
Étudiante en sciences au Mahidol University International College depuis 2014, elle a également travaillé comme assistante de recherche et co-rédigé un article de recherche avec ses professeurs. Elle a participé à diverses activités scientifiques, tant en Thaïlande qu'à l'étranger. 

## Carrière

### Idole

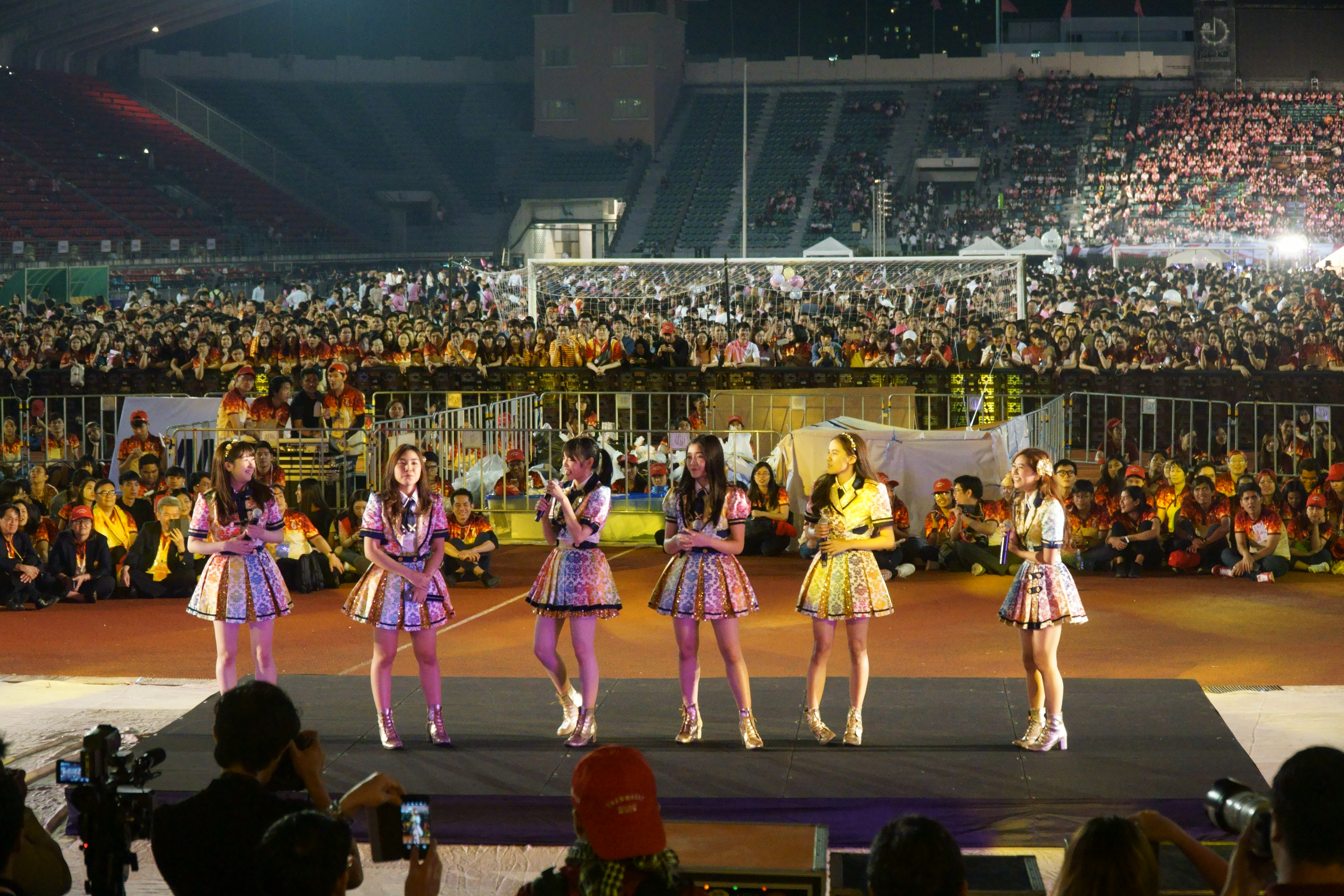
Se produisant au Stade Supachalasai, Bangkok, 3 février 2018.

Cherprang a découvert le groupe 48 grâce à l'anime AKB0048, basé sur le groupe d'idoles AKB48. Elle était à l'origine une fan de l'anime, et quand elle a réalisé plus tard que le groupe était réel, elle est également devenue fan du groupe.

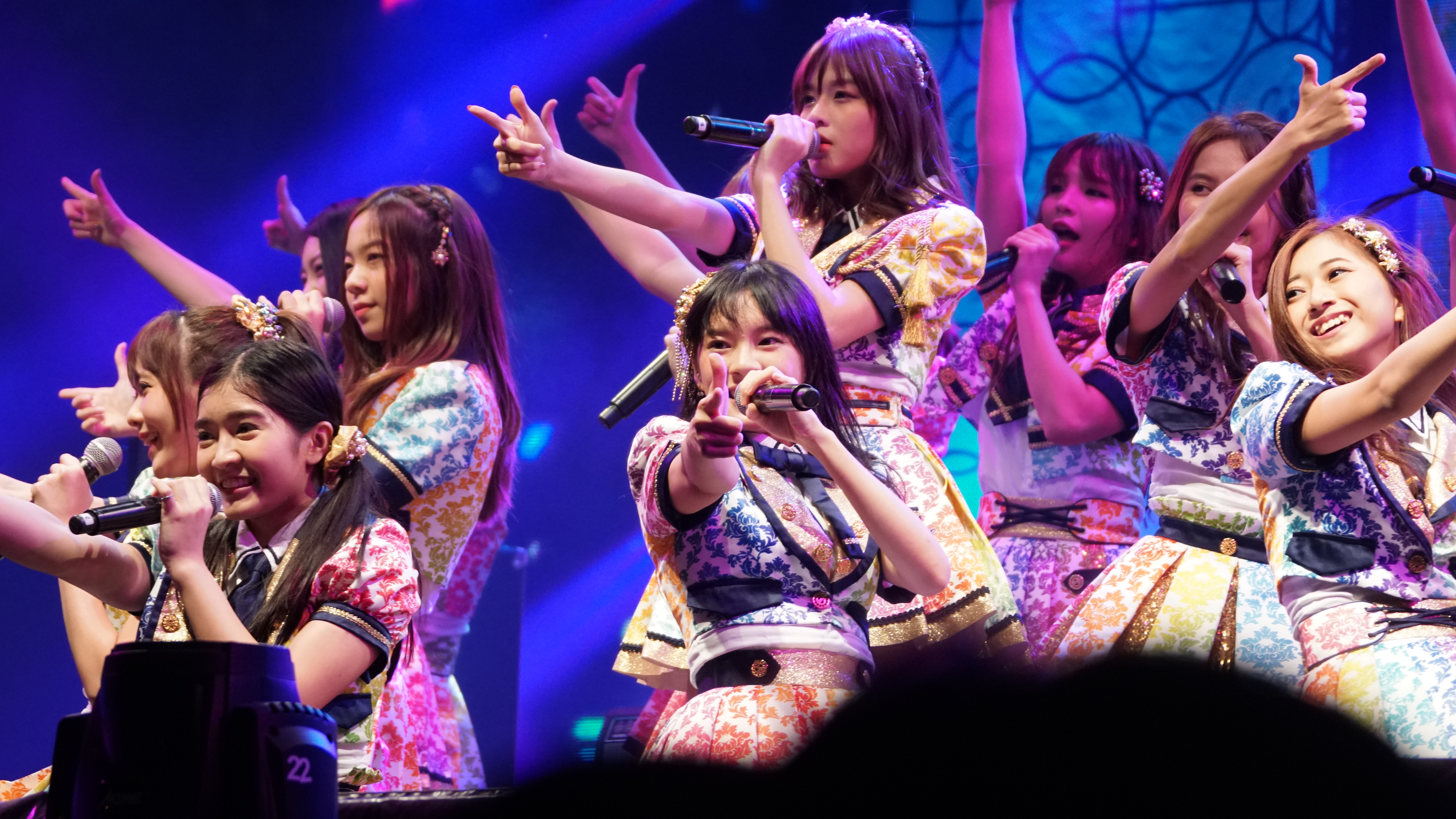
Se produisant au festival de musique Cat Expo 4, Bangkok, 25 novembre 2017.

En juillet 2016, Cherprang, 20 ans, a été attiré par le recrutement de membres de BNK48, un nouveau groupe frère d'AKB48 en Thaïlande, mais les candidats devaient être âgés de 12 à 18 ans seulement. L'extension ultérieure de la limite d'âge à 22 ans a permis sa candidature. Interrogée sur ce qui l'a poussée à devenir membre d'un groupe d'idols, elle a répondu: "Je suis fan d'AKB48. Je voulais savoir ce que mes idoles ont vécu pour devenir célèbres." Elle a également dit que son père avait initialement désapprouvé d'elle travaillant comme une idole.
Sur les 1 500 candidats au total, 300 et 80 filles ont respectivement réussi les auditions initiales. Cherprang faisait partie des 29 personnes qui ont passé l'audition finale et est devenue stagiaire de BNK48 lorsque le groupe a été annoncé à Japan Expo 2017 le 12 février 2017.
Lorsque BNK48 a été officiellement lancé en juin 2017, Cherprang a été nommé l'un des 16 membres senbatsu pour le premier single du groupe et a également été nommé capitaine du groupe. Pongchuk Pissathanporn du groupe La-Ong-Fong, le directeur musical du groupe, a décrit Cherprang comme ayant un leadership et des responsabilités, expliquant que c'était la raison pour laquelle l'équipe de direction l'avait trouvée apte au poste de capitaine. En tant que membre thaïlandais parlant japonais, Cherprang aide également à entraîner Rina Izuta, une membre japonaise qui a été transférée d'AKB48.
Le 24 décembre 2017, Cherprang a été sélectionné comme membre de la première équipe du groupe, Team BIII.
Elle a postulé à l'élection générale 2018 de l'AKB48, un scrutin visant à trouver les 100 membres du groupe 48 les plus populaires à rejoindre le 53e single d'AKB48. C'était la première fois que des membres étrangers du groupe 48 participaient à l'événement. L'annonce des résultats des élections a eu lieu le 16 juin 2018 à Nagoya, au Japon, où elle, en tant que centre, a interprété la chanson "Koi Suru Fortune Cookie" avec les membres des 48 autres membres du Groupe. Selon le résultat de l'élection, elle a obtenu un total de 26 202 voix et a remporté la 39e place, ainsi qualifiée pour rejoindre le single dans le cadre de l'unité Next Girls. Le single est sorti le 19 novembre 2018.

### Actrice
Elle a reçu un rôle principal dans un film thriller, Homestay, produit par GDH 559, sorti le 25 octobre 2018. Le film a été réalisé par Parkpoom Wongpoom et le tournage s'est terminé en mai 2018.
One Year: The Series, également produit par GDH 559 et diffusé fin 2019, marque sa première performance dans une série. Elle a partagé la vedette dans la série avec certains de ses collègues membres de BNK48.

## Vie privée

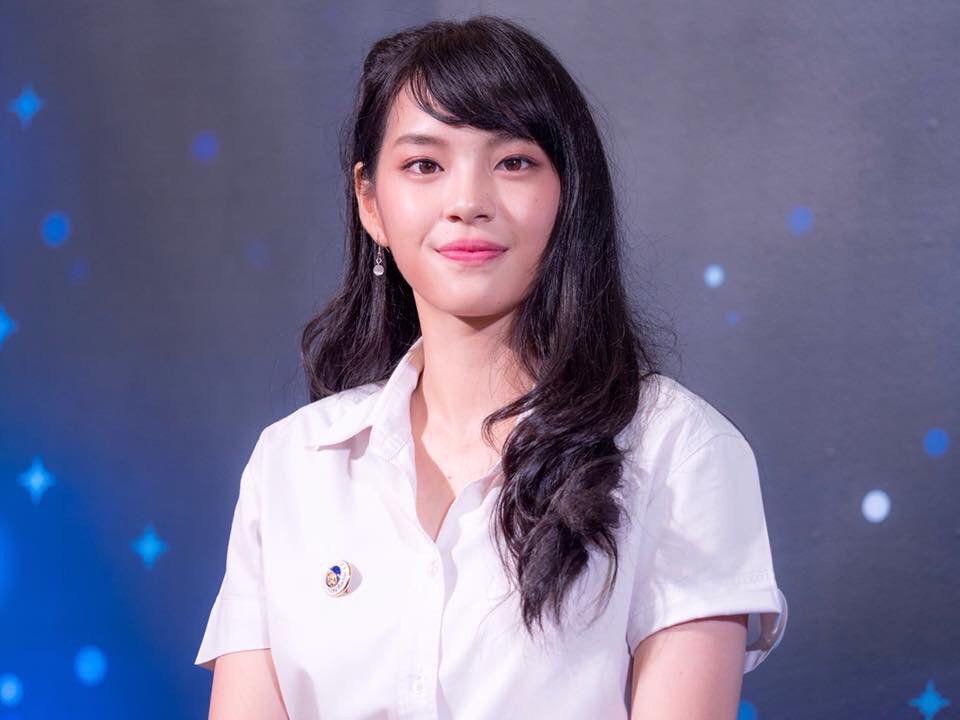
Cherprang Areekul lors de la rentrée de la station spatiale Tiangong-1.

Cherprang est née à Hat Yai, Songkhla, dans le sud de la Thaïlande, où sa famille vivait sur une colline. Ses grands-parents étaient tous deux chinois et sa famille l'a nommée en chinois "Liu Xiumin" (chinois :刘秀敏). Elle a ensuite déménagé à Bangkok.
Elle a fréquenté une école alternative pour l'enseignement secondaire à l'école Roong Aroon à Bangkok. Elle a dit qu'elle avait grandi comme une fille normale sans savoir quels devraient être ses objectifs de vie. Après avoir parlé avec sa mère, elle a choisi l'école alternative afin de se comprendre. À l'école, elle s'est retrouvée meilleure en mathématiques et en sciences qu'en arts, affirmant qu'elle aimait réellement l'expérimentation et le travail scientifiques, et qu'elle avait été grandement inspirée par son professeur de sciences pour devenir scientifique. Elle a également été choisie comme tambour-major et pom-pom girl de l'école chaque année.
Après avoir terminé l'école alternative au cours de l'année universitaire 2013, elle a été admise au Mahidol University International College, où elle est maintenant étudiante de premier cycle avec spécialisation en chimie et mineure en physique. Elle a dit que les domaines d'études qu'elle a le plus appréciés et qu'elle aimerait poursuivre dans les diplômes de maîtrise et de doctorat comprennent la chimie physique, la chimie quantique et les sciences spatiales.
C'est dans cette université qu'elle s'est également intéressée au cosplay, et elle s'est ensuite engagée dans des événements culturels japonais en tant que cosplayeuse. Elle a utilisé le nom de cosplayer 'Runo Mochi'.
Au cours de ses deuxième et troisième années au collège, elle a également travaillé comme assistante de recherche. Elle a co-écrit un article de recherche sur l'expérience de la bouteille bleue, qui a été publié dans la revue Royal Society Open Science en novembre 2017.
En raison de sa formation scientifique, elle a été invitée à divers événements universitaires, tels qu'une table ronde concernant la rentrée de la station spatiale Tiangong-1 le 29 mars 2018 et le dixième anniversaire du Synchrotron Light Research Institute(th) le Le 1er juin 2018, où il a été révélé qu'une photo d'elle serait transportée dans un satellite GISTDA qui serait lancé dans l'espace en 2019. Elle a également accompagné l'équipe thaïlandaise dans le concours FameLab au Cheltenham Science Festival 2018 et 2019 au Royaume-Uni.
En 2018, elle a déposé une plainte auprès de la Division de la suppression des crimes technologiques à Bangkok après que quelqu'un ait inséré l'image d'un gode dans l'une de ses photos Instagram. Sa raison de déposer la plainte était "pour protéger sa vie privée". La police de Bangkok a déclaré que le coupable encourrait une peine de prison pouvant aller jusqu'à trois ans et/ou une amende de 200 000 ฿ (environ 5 444,63 €).
Elle a donné une conférence lors d'une session spéciale sur "L'engagement des jeunes envers les objectifs de développement durable" à l'Université de Sophia, au Japon, en 2019, avec d'autres représentants de l'UNESCAP et de l'UNESCO.

## Popularité
Cherprang fait partie des membres du BNK48 avec le plus d'abonnés et a généralement les plus longues files d'attente aux événements de poignée de main. Beaucoup de gens la considèrent comme l'image de BNK48.
Lorsque le nord-est de la Thaïlande a subi de graves inondations en août 2017, huit portraits autographiés d'elle et d'autres membres du BNK48 ont été vendus aux enchères pour collecter des fonds pour les victimes des inondations. Sa photo à elle seule a rapporté  ฿77 000 (€2 118.70) et la vente aux enchères a rapporté un total de  ฿246 000 (€6 768.85)
Elle a remporté la 39e place, la plus élevée parmi les membres du BNK48, lors de l'élection générale 2018 de l'AKB48, un scrutin annuel visant à trouver les 100 membres du groupe 48 les plus populaires à participer à un single AKB48.

## Honneurs
Le 20 septembre 2017, journée nationale de la jeunesse thaïlandaise, Cherprang a reçu un prix pour mineurs du Rotary Club de Chatuchak par l'ancien vice-Premier ministre Bhichai Rattakul.
Elle a été nommée ambassadrice bouddhiste pour la journée Māgha Pūjā le 22 février 2018 par le Bureau national du bouddhisme de Thaïlande.
Le 9 mars 2018, elle, avec Kaew et Satchan, ses collègues membres du BNK48, ont été annoncés comme modèles dans l'éducation à EduLife Expo 2018 à Bangkok, où ils ont reçu des trophées de bouclier de la princesse Soamsawali.
En 2018, ses fans ont également collecté des fonds pour construire une bibliothèque scientifique avec une chambre informatique à l'école Ban Pa Daet (thaï: โรงเรียน บ้าน ป่าแดด) à Santi Suk, Nan, dans le nord de la Thaïlande, et lui a donné son nom.
En 2019, son portrait a été porté dans un satellite lancé dans l'espace.

## Critique
Le 4 septembre 2018, Cherprang a été invitée par le gouvernement Thailandais à animer l'émission « รายการเดินหน้าประเทศไทย » (en français : « La Thaïlande en avant ») avec de nombreuses autres célébrités et artistes. Elle s'est rendue pour rencontrer le premier ministre Prayut Chan-o-cha, au siège du gouvernement. Le Premier ministre a remis un certificat de remerciement à Cherprang et aux autres célébrités et artistes présents. À la suite de cet événement, Cherprang a reçu de nombreuses critiques positives ou négatives sur les réseaux sociaux quant à sa collaboration avec le gouvernement, certains considérant sa décision de participer à cet événement comme étant un choix politique. Auparavant, Cherprang et d'autres membres de BNK48 avaient déjà rencontré Prayut au siège du gouvernement pour participer à la promotion de la station de radio familiale du gouvernement. Pavin Chachavalpongpun a critiqué Cherprang, la qualifiant de « ผงซักฟอกให้เผด็จการ » (en français : « détergent pour dictateurs »). Cependant, l'agence a ensuite précisé que ce choix n'avait rien à voir avec la politique,.

## Œuvres

### Placements aux élections générales du groupe AKB48
Chaque membre du groupe AKB48 qui répond aux critères peut se joindre à l'élection générale d'AKB48. Cherprang a participé pour la première fois à la 10e édition des élections générales mondiales AKB48 qui s'est tenue au Japon en 2018, au cours de laquelle elle a été classée n ° 39. Sa première élection nationale a eu lieu l'année suivante, qu'elle a remportée. Voici ses résultats :
BNK48 Senbatsu General Elections
| Édition | Années | Classement final | Nombre de voix | Position en single | Single         |
| ------- | ------ | ---------------- | -------------- | ------------------ | -------------- |
| 1       | 2019   | 1                | 84,195         | Senbatsu           | Beginner       |
| 2       | 2020   | 2                | 71,352         | Senbatsu           | Heavy Rotation |

AKB48 General Elections
| Édition | Années | Classement final | Nombre de voix | Position en single | Single               |
| ------- | ------ | ---------------- | -------------- | ------------------ | -------------------- |
| 10      | 2018   | 39               | 26,602         | Next Girls         | Tomodachi ja nai ka? |

## Discographie

### BNK48 singles
| Années | N° | Titres                  | Rôle   | Remarque                                                                         |
| ------ | -- | ----------------------- | ------ | -------------------------------------------------------------------------------- |
| 2017   | 1  | Aitakatta               | A-Side | A également chanté "Oogoe Diamond" et "365 Nichi no Kamihikouki"                 |
| 2017   | 2  | Koisuru Fortune Cookie  | A-Side | A également chanté "BNK48 (Bangkok 48)" comme centre                             |
| 2018   | 3  | Shonichi                | A-Side | A également chanté "Namida Surprise" dans le cadre de l'équipe BIII              |
| 2018   | 4  | Kimi wa Melody          | A-Side |                                                                                  |
| 2018   | 5  | BNK Festival            | A-Side | A également chanté "Temodemo no Namida"                                          |
| 2019   | 6  | BEGINNER                | A-Side | Classé 1er aux élections générales 2019 (première position Kami 7) comme centre. |
| 2019   | 7  | 77 no Suteki na Machi e | A-Side |                                                                                  |
| 2020   | 8  | High Tension            | A-Side |                                                                                  |
| 2020   | 9  | Heavy Rotation          | A-Side | Classé 2ème aux élections générales 2020 (première position Kami 7)              |
| 2021   | 10 | D.AAA                   | A-Side |                                                                                  |
| 2022   | 11 | Sayonara Crawl          | A-Side |                                                                                  |

### BNK48 albums
| Années | N° | Titres        | Rôle   | Remarque                                          |
| ------ | -- | ------------- | ------ | ------------------------------------------------- |
| 2018   | 1  | RIVER         | A-Side |                                                   |
| 2019   | 2  | Jabaja        | A-Side | A également chanté "Bye Bye Plastic" comme centre |
| 2021   | 3  | Warota People | A-Side | A également chanté "Can you ...?"                 |

### AKB48 singles
| Années | N° | Titres            | Rôle       | Remarque                                   |
| ------ | -- | ----------------- | ---------- | ------------------------------------------ |
| 2018   | 53 | Sentimental Train | Next Girls | Chanté dans le single "Tomodachi Janaika?" |

## Filmographie

### Programmes de télévision
- 2018 - BNK48 Senpai
- 2018 - Victory BNK48

### Films
- 2018 - BNK48 : Girls Don't Cry[12].
- 2018 - Homestay [13]
- 2020 - BNK48: ONE TAKE
- 2022 - SLR

### Séries
- 2019 - One Year 365 Wan Ban Chan Ban Tere
- 2020 - Cat Radio TV
- 2022 - Cat Radio TV Season 2
- 2023 - Bussaba Lui Fai
- 2023 - Club Friday the Series Moments & Memories

### Voix-off
- 2018 - BNK48 Star Keeper
- 2019 - BNK48 Oshi Festival